# Concurs de castells de Barcelona 1902
El concurs de castells de Barcelona de 1902, també anomenat Concurs Regional de Xiquets de Valls, fou el primer concurs de castells de la història del món casteller, el qual establia una normativa de competició i premis. El certamen se celebrà el 24 de setembre de 1902, en el marc de la Festa Major de la Mercè, a l'antiga plaça d'armes del Parc de la Ciutadella de Barcelona. El concurs comptà amb la participació de les dues colles de xiquets de Valls, la Colla Nova dels Xiquets de Valls i la Colla Vella dels Xiquets de Valls, la qual s'endugué la victòria.

## Concurs

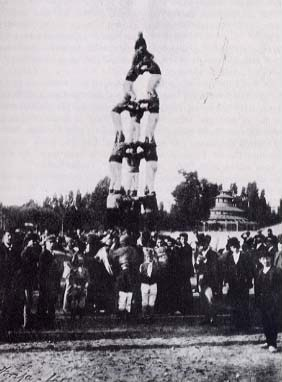
3 de 7 aixecat per sota de la Colla Vella dels Xiquets de Valls

En ocasió de les festes de la Mercè de 1902, l'Ajuntament de Barcelona, en mans de la Lliga Regionalista, decidí recrear i modernitzar els elements festius característics de les festes majors catalanes. Amb aquesta intenció encarregà a la Federació Espanyola de Gimnàstica l'organitzacióu d'un concurs de castells, celebrat de forma paral·lela a un torneig de lawn tenis individual i per parelles, curses de 100 metres de velocitat a peu, i llançaments de barra, discos i pesos.
El concurs de castells portà el nom de "Concurso Regional de Xiquets de Valls" i se celebrà a la plaça d'armes del Parc de la Ciutadella, davant del que actualment és el Parlament de Catalunya, on un nombrós públic, còmodament assegut en cadires, contemplà des de la distància les evolucions de les colles castelleres.
El concurs l'obrí la Colla Nova amb un intent de 3 de 7, que tornaria a intentar per descarregar-lo finalment. La Nova completà l'actuació descarregant el 4 de 7, el 3 de 6 aixecat per sota i deixat net després de la darrera aixecada, la torre de 6 i el pilar de 5.
Al seu torn, la Colla Vella descarregà el 3 de 7, el 4 de 7 amb l'agulla, el 3 de 7 aixecat per sota, la torre de 6 i el pilar de 5. Ambdues colles adornaren les seves construccions amb figueretes, tant als tresos com a les torres.
El reglament manava fer quatre castells i un pilar en menys de mitja hora, fet que explica per què es tiraren tants castells, quan la norma és de fer-ne tres més un pilar de comiat per cada colla.
Finalment, la Colla Vella, dirigida per Ramón Rabassó, s'endugué les 150 pessetes de premi, mentre que la Nova, dirigida per Ramón Tondo, hagué de conformar-se amb les 100 pessetes del segon premi. De totes maneres, ambdues colles recolliren molts aplaudiments i nombroses donacions monetàries del públic assistent, fet molt habitual en aquelles dates, que ajudaven a finançar un bon àpat a les colles.

## Resultats

### Classificació
De les dues colles participants la Colla Vella s'endugué la victòria i la Colla Nova va quedar segona.
| Pos | Colla                             | 1a ronda      | 2a ronda | 3a ronda | 4a ronda | 5a ronda | Premi   |
| --- | --------------------------------- | ------------- | -------- | -------- | -------- | -------- | ------- |
| 1   | Colla Vella dels Xiquets de Valls | 3de7          | 4de7a    | 3de7ps   | 2de6     | Pde5     | 150 Pts |
| 2   | Colla Nova dels Xiquets de Valls  | 3de7 (i) 3de7 | 4de7     | 3de6ps   | 2de6     | Pde5     | 100 Pts |

### Castells intentats
Es van fer onze intents de castells, deu dels quals es van descarregar i un va quedar en intent. D'aquests intents cinc van ser de la Colla Vella i sis de la Colla Nova. Es van provar set tipus de construccions diferents, que es van descarregar totes, i es van realitzar sis estructures: pilar, dos (o torre), tres, tres aixecat per sota, quatre i quatre amb l'agulla. La següent taula mostra l'estadística dels castells que es van provar al concurs de castells.
| Castell                 | Descarregat | Carregat | Intent | Intent desmuntat | Total |
| ----------------------- | ----------- | -------- | ------ | ---------------- | ----- |
| 3 de 7 aixecat per sota | 1           | —        | —      | —                | 1     |
| 4 de 7 amb l'agulla     | 1           | —        | —      | —                | 1     |
| 3 de 7                  | 2           | —        | 1      | —                | 3     |
| 4 de 7                  | 1           | —        | —      | —                | 1     |
| Pilar de 5              | 2           | —        | —      | —                | 2     |
| 2 de 6                  | 2           | —        | —      | —                | 2     |
| 3 de 6 aixecat per sota | 1           | —        | —      | —                | 1     |
| Total                   | 10          | 0        | 1      | 0                | 11    |
| Percentatge             | 90,9%       | 0%       | 9,09%  | 0%               | 100%  |